# Jeanneth Pérez
Elsa Jeanneth Pérez López  (1973) es una botánica, zoóloga, micóloga, liquenóloga, curadora, y profesora colombiana-mexicana, que desarrolla actividades de investigación y académicas en el "Departamento de Biología", de El Colegio de la Frontera Sur.

## Biografía
Nació en Manizales, Colombia, donde estudió, de 1990 a 1995, la licenciatura en bacteriología y laboratorio clínico, por la Universidad Católica de Manizales, con la tesina Descripción, biología y patogenicidad de una especie de Fusarium que infecta la broca del café, Hypothenemus hampei. Algunos años más tarde, se trasladó a México, donde hace la maestría, con la tesis: Micobiota asociada a la broca del café en Chiapas, México, con descripción de una nueva especie de hongo, por El Colegio de la Frontera Sur; y, el doctorado en entomología, defendiendo la tesis:
Está especializada en el campo de la ecología química de los insectos, sobre las muchas maneras diferentes los insectos se comunican (usos de feromonas sexuales para encontrar compañeros, o la explotación de los olores de la planta para encontrar el alimento adecuado, son dos ejemplos sorprendentes).
Después de terminado el doctorado, trabajó durante dos años en un posdoctorado en un centro de investigación en el sur de México. Solicitó la beca de investigación Endeavour en 2013, y la obtuvo para estudiar la ecología química de moscas de la fruta en Australia, en la Universidad de Macquarie.

## Algunas publicaciones
- jeanneth Pérez, francisco Infante, fernando e. Vega. 2015. A Coffee Berry Borer (Coleoptera: Curculionidae: Scolytinae) Bibliography. J Insect Sci. 1;15. pii: 83. doi: 10.1093/jisesa/iev053.

- ------------------, ---------------------, g. Poinar Jr., a. Castillo, fernando e. Vega. 2015. Natural parasitism of Metaparasitylenchus hypothenemi (Tylenchida: Allantonematidae) on the coffee berry borer, Hypothenemus hampei, in Chiapas, Mexico. Biocontrol Sci. Technol. 25: 608 – 612.

- a. Castillo, a.k. Serrano, o.f. Mikery, jeanneth Pérez. 2015. Life history of the sand fly vector Lutzomyia cruciata in laboratory conditions. Medical and Veterinary Entomology 29 (4) DOI: 10.1111/mve.12127 resumen.

- jeanneth Pérez, armando Virgen, julio césar Rojas, eduardo alfonso Rebollar-Téllez, Alfredo Castillo, francisco Infante, oscar Mikery, carlos Félix Marina, sergio Ibáñez-Bernal. 2014. Species composition and seasonal abundance of sandflies (Diptera: Psychodidae: Phlebotominae) in coffee agroecosystems. Mem Inst Oswaldo Cruz 109 (1): 80 - 86 DOI: 10.1590/0074-0276130224
- francisco Infante, jeanneth Pérez, fernando e. Vega. 2014. The coffee berry borer: the centenary of a biological invasion in Brazil. Brazilian J. Biol. 74 (Suppl): 125 – 126.

- ---------------------, -------------------, ---------------------. 2013a. Field-cage evaluation of the parasitoid Phymastichus coffea as a natural enemy of the coffee berry borer, Hypothenemus hampei. Biol. Control 67: 446 – 450.

- ---------------------, -------------------, ---------------------. 2013b. 100 años después de una invasión biológica. Ecofronteras 47: 18 – 20.

- ---------------------, -------------------, ---------------------. 2012. Redirect research to control coffee pest. Nature 489: 502

- j.c. Espinoza, francisco Infante, a. Castillo, jeanneth Pérez, g. Nieto, e.p. Pinson, fernando e. Vega. 2009. The biology of Phymastichus coffea LaSalle (Hymenoptera: Eulophidae) under field conditions. Biol.Control 49: 227 – 233.

- jeanneth Pérez, francisco Infante, fernando e. Vega. 2007. Microorganismos asociados a la broca del café: ¿existe realmente un mutualismo?, p. 65–76. In Proceedings, Manejo da Broca-do-Café. Workshop Internacional. Londrina, Brasil.

- ------------------, ---------------------, ----------------------. 2005. Does the coffee berry borer (Coleoptera: Scolytidae) have mutualistic fungi? Ann. Entomol. Soc. Am. 98: 483–490.

- francisco Infante, a. Castillo, jeanneth Pérez, fernando e. Vega, r. Montes. 2004. Relación entre el parasitismo de Phymastichus coffea (Eulophidae) y el grado de penetración de la broca del café en el fruto. Entomol. Mexicana 3: 382 – 384.

- stephen w. Peterson, jeanneth Pérez, fernando e. Vega, francisco Infante. 2003. Penicillium brocae, a new species associated with the coffee berry borer in Chiapas, Mexico. Mycologia 95 (1): 141 - 147 resumen.

- jeanneth Pérez, francisco Infante, fernando e. Vega, f. Holguín, j. Macías, j. Valle, g. Nieto, f.w. Peterson, c.p. Kurtzman, k. O’Donnell. 2003. Mycobiota associated with the coffee berry borer (Hypothenemus hampei) in Mexico. Mycol. Res. 107: 879 – 887.

- ------------------, ---------------------. 2001. Estudios de microscopía electrrónica de barrido para la detección de microorganismos asociados a la broca del café, p. 469–470. In Proceedings, 6th Congreso Interamericano de Microscopía Electrónica CIASEM, Veracruz, México.

- ------------------, m.t. González, a.e. Bustillo. 2000. Efecto de dos fungicidas sobre la cría de Hypothenemus hampei (Coleoptera: Scolytidae) en dieta artificial. Revista Colomb. Entomol. 26: 113 – 115.

- ------------------, ---------------------, ----------------. 1997. Aspectos nutricionales de la broca del café a nivel de laboratorio, p. 53. In Proceedings, 24th Congreso de la Sociedad Colombiana de Entomología, Pereira, Colombia.

- ------------------, a.e. Bustillo, m.t. González. 1996a. Avances en la cría masiva de Hypothenemus hampei utilizando una dieta merídica, p. 81. In Proceedings, 23rd Congreso de la Sociedad Colombiana de Entomología, Cartagena, Colombia.

- ------------------, f.j. Posada, m.t. González. 1996b. Patogenicidad de un aislamiento de Fusarium sp. encontrado infectando la broca del café, Hypothenemus hampei. Revista Colomb. Entomol. 22: 105 – 111 resumen.

- ------------------, a.e. Bustillo, m.t. González, f.j. Posada. 1995. Comparación de dos dietas merídicas para la cría de la broca del café, Hypothenemus hampei (Ferrari). Cenicafé 46: 189 – 1895.

- ------------------, p. Villaseca, a. Llanos-Cuentas, m. Campos, h. Guerra. 1988. Técnicas para colectar "titiras" (Lutzomyia spp, Diptera: Psychodidae) en ambientes altoandinos peruanos. Rev Per Ent 30: 77 - 80.

## Honores
- Árbitra Revista Temas Agraris 19 (2) 2014[10]
- La abreviatura «Jeann.Pérez» se emplea para indicar a Jeanneth Pérez como autoridad en la descripción y clasificación científica de los vegetales.[11]